# Dicladispa subhirta
Dicladispa subhirta es una especie de insecto coleóptero de la familia Chrysomelidae.
Fue descrita científicamente en 1877 por Félicien Chapuis.